# Depo (przystanek kolejowy na Łotwie)
Depo (ros. Депо) – przystanek kolejowy w miejscowości Ryga, na Łotwie. Położony jest na linii Ryga (Torņakalns) – Tukums.